# 天野和人
天野 和人（あまの かずひと、1960年 - ）は、日本の映画プロデューサー。広島県呉市出身。

## 経歴
呉市立二河中学校、広島大附属高校を経て、早稲田大学卒業。
1984年に東映入社、東映京都撮影所の制作部に配属され一年余務め、同所企画部に配属。当時の東映京都撮影所は年間5～7本の自社映画を企画・製作しており､ 先輩プロデューサーのアシスタントとして数多くの担当作品に恵まれた｡その後、東映本社企画部に配属。
『二代目はクリスチャン』（1985年公開）、『火宅の人』（1986年公開）の製作進行を務める。
『極道の妻たち』（1986年公開）でプロデューサー補を務め、『極道の妻たちII』（1987年公開）が初プロデュース作品となる。以後、極妻シリーズでは、『極道の妻たち 最後の戦い（1990年6月2日公開）、『新・極道の妻たち』（1991年公開）、『極道の妻たち 赫い絆』（1995年公開）をプロデュース。
2010年、第30回藤本賞・新人賞を「孤高のメス」製作で受賞。
2018年5月12日公開の『孤狼の血』のプロデューサーを務めた。

## 映画
製作進行
- 二代目はクリスチャン（1985年9月14日、東宝＝角川春樹事務所[8]）
- 火宅の人（1986年4月12日、東映）

プロデューサー補
- 極道の妻たち（1986年11月15日、東映）

プロデューサー
- 極道の妻たちII（1987年10月10日、東映）
- 肉体の門(1988)（1988年4月9日、東映）
- 姐御（1988年11月9日、東映）
- 極道の妻たち 最後の戦い（1990年6月2日、東映）
- 遺産相続（1990年10月20日、東映）
- 新・極道の妻たち（1991年6月15日、東映）
- 継承盃（1992年8月29日、東映）
- わが愛の譜　滝廉太郎物語（1993年8月21日、東映）
- 極道の妻たち 赫い絆（1995年9月9日、東映）
- 長崎ぶらぶら節（2001年2月10日、東映）
- GO（2001年10月20日、東映）
- T.R.Y.（2003年1月11日、東映）
- 魔界転生（2003年4月26日、東映）
- 北の零年（2005年1月15日、東映）
- フライ,ダディ,フライ（2005年7月9日、東映）
- 同じ月を見ている（2005年11月19日、東映）
- カメレオン（2008年7月5日、東映）
- 今度は愛妻家（2010年1月16日、東映）
- 孤高のメス（2010年6月5日、東映）
- つやのよる ある愛に関わった、女たちの物語（2013年1月26日、東映）
- 草原の椅子（2013年2月23日、東映）
- 利休にたずねよ（2013年12月7日、東映）
- アゲイン 28年目の甲子園（2015年1月17日、東映）
- 海難1890（2015年12月5日、東映）
- 孤狼の血（2018年5月12日、東映）
- カツベン!（2019年12月13日、東映）
- 孤狼の血 LEVEL2（2021年8月20日、東映）

## イベント
- 呉ロケ懇親会 第1回「呉やっちゃれ会」（2017年11月18日、呉森沢ホテル）
- 映画『孤狼の血』大学生限定試写会（2018年4月27日、東映株式会社 第一試写室）上映後、天野和人と大学生がトークセッション
- 映画『孤狼の血』公開記念 第2回呉やっちゃれ会 TALK EVENT 呉森沢ホテル（2018年5月7日、呉森沢ホテル）